# Швенингер, Эрнст
Эрнст Швенингер (нем. Ernst Schweninger; 15 июня 1850, Фрайштадт (Верхний Пфальц) — 13 января 1924, Мюнхен) — немецкий врач и историк медицины, личный врач Отто фон Бисмарка, первого канцлера Германской империи, осуществившего план объединения Германии. Доктор медицины (1873).

## Биография
Родился в семье доктора. С 1866 года изучал медицину в университетах Мюнхена, Страсбурга и Вены. С 1870 года работал ассистентом физиолога и патолога Людвига фон Буля. Доктор медицины с 1873 года, специалист в области патологической анатомии.
С 1879 года занимался практической медицинской деятельностью.
Ему удалось вылечить Бисмарка, на выздоровление которого не надеялись самые известные врачи. Отто фон Бисмарк всегда крайне пренебрежительно относился к своим лечащим медикам. Когда его впервые посетил врач Эрнст Швенингер и начал подробно расспрашивать о болезни, канцлер Германии недовольно заметил, что у него мало времени для ответа на все вопросы.
«Da mussen Sie sich einen Tierarzt holen» («Тогда лечитесь у ветеринара»), — тут же ответил Эрнст. Как ни странно, но этим ответом он завоевал полное доверие Бисмарка. За полстолетия в общей сложности «железного канцлера» лечили более ста докторов. Единственный, кому он поверил, был Швенингер. «Моих прежних врачей лечил я, он же лечит меня», — заявил политик.

Вы никогда не увидите меня исчерпавшим все мои средства! —
у постели безнадежного больного
 — заявлял врач.

Благодаря этому в 1884 году он был приглашён профессором в Берлинский университет и директором лечебницы для накожных болезней.
Начиная с начала 1890-х годов, более двух десятилетий следил за здоровьем Шарлотты, прусской принцессы, старшей дочери короля Пруссии и императора Германии Фридриха III и британской принцессы Виктория Саксен-Кобург-Готской (в замужестве — последней герцогини Саксен-Мейнингенская).
Швенингер отвергал ортодоксальную медицину и практиковал натуропатию . Он основал первую такую лечебницу в Берлине.  Считалось, что Швенингер имеет сомнительную репутацию и ему не доверяли представители медицинского сообщества.

## Избранные труды
- Gesammelte Arbeiten. Berlin 1886.
- Über das Kochsche Heilmittel gegen Tuberkulose. Hamburg und Leipzig 1890—1891.
- Die Fettsucht. Berlin 1894.
- Dem Andenken Bismarcks zum 1. April 1899. Leipzig 1899.
- Aus meiner Tätigkeit im Kreiskrankenhaus Gross-Lichterfelde 1900—1906. Berlin 1906.
- Der Arzt (= Die Gesellschaft. Bd. 7). Frankfurt am Main 1906, geschrieben von Emil Klein, Schweningers Schüler.[12]
- Zur Krebsfrage. Berlin 1914.